# Карбівський Володимир Леонідович
Володимир Леонідович Карбівський (нар. 4 липня 1961, с. Безпечне, Житомирської обл.) — доктор фізико-математичних наук, професор, лауреат Державної премії України в галузі науки і техніки (2015).

## Біографія
Національність – поляк. З 1987 року працює в Інституті металофізики ім. Г. В. Курдюмова НАН України. У 1987 році закінчив фізичний факультет КДУ ім. Т. Г. Шевченка. 1990 року захистив кандидатську дисертацію, у 2005 році — докторську. Наукові інтереси зосереджені на нанобіотехнологіях структур біомедичного та екологічного призначення, фізиці невпорядкованих систем та фізиці поверхневих явищ. 
У 2004 – 2009 рр. керівник напряму „Біонаносистеми та біонаноматеріали, штучна біомінералізація наноматеріалів, застосування наноматеріалів в біології та медицині” програми НАН України „Наноструктурні системи, наноматеріали, нанотехнології”.  Член секції «Фізика наноструктурних систем» Міжвідомчої наукової ради з проблеми Фізики твердого тіла.
З 2012 року завідувач відділу фізики наноструктур Інституту металофізики ім. Г. В. Курдюмова НАН України.